# Gilbert Droz
Gilbert Droz (Neuchâtel, 1928. február 14. – Murten, 1994. május 25.) svájci nemzetközi labdarúgó-játékvezető.

## Pályafutása

### Nemzeti kupamérkőzések
Vezetett Kupa-döntők száma: 1.

#### Svájci Kupa
| Időpont         | Helyszín               | Mérkőzés típusa | Mérkőzés                    | Eredmény | Nézők száma |
| --------------- | ---------------------- | --------------- | --------------------------- | -------- | ----------- |
| 1969. május 26. | Wankdorf Stadion, Bern | döntő           | FC St. Gallen–AC Bellinzona | 2 : 0    | 24 000      |

### Nemzetközi játékvezetés
A Svájci labdarúgó-szövetség Játékvezető Bizottsága (JB) 1967-ben terjesztette fel nemzetközi játékvezetőnek, a Nemzetközi Labdarúgó-szövetség (FIFA) bíróinak keretébe. Több nemzetek közötti válogatott és klubmérkőzést vezetett vagy partbíróként tevékenykedett. Az aktív nemzetközi játékvezetéstől 1969-ben vonult vissza.

#### Világbajnokság
A világbajnoki döntőhöz vezető úton Mexikóba a IX., az 1970-es labdarúgó-világbajnokságra a FIFA JB bíróként alkalmazta.
| Időpont           | Helyszín                   | Mérkőzés típusa           | Mérkőzés    | Eredmény | Nézők száma |
| ----------------- | -------------------------- | ------------------------- | ----------- | -------- | ----------- |
| 1969. október 22. | Volkspark Stadion, Hamburg | előselejtező (7. csoport) | NSZK–Skócia | 3 : 2    | 70 448      |

##### Európa-bajnokság
Az európai-labdarúgó torna döntőjéhez vezető úton Olaszországba a III., az 1968-as labdarúgó-Európa-bajnokságra az UEFA JB játékvezetőként foglalkoztatta.
| Időpont          | Helyszín                | Mérkőzés típusa   | Mérkőzés             | Eredmény | Nézők száma |
| ---------------- | ----------------------- | ----------------- | -------------------- | -------- | ----------- |
| 1968. április 3. | Wembley Stadion, London | egyik negyeddöntő | Anglia–Spanyolország | 1 : 0    | 100 000     |

## Sportvezetőként
Aktív nemzetközi pályafutását követően az UEFA JB nemzetközi játékvezető ellenőreinek csoportjába került.